# Thorncroftia succulenta
Thorncroftia succulenta là một loài thực vật có hoa trong họ Hoa môi. Loài này được (R.A.Dyer & E.A.Bruce) Codd miêu tả khoa học đầu tiên năm 1961.